# Jimmy Kimmel Live!

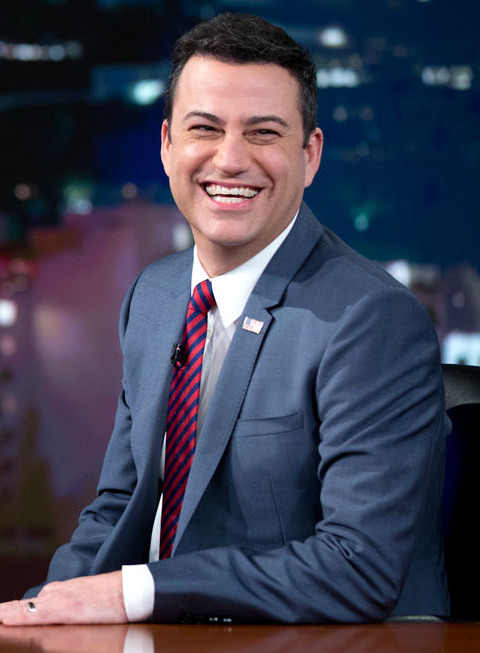
Jimmy Kimmel

Jimmy Kimmel Live! är en amerikansk talkshow, skapare och programledare är Jimmy Kimmel. Programmet sänds på ABC i USA. Det allra första programmet sändes den 26 januari 2003. Jimmy Kimmel Live! produceras av Jackhole Productions i samarbete med ABC Studios (före detta Touchstone Television).